# Sandbumoen
Sandbumoen är en tätort i Sels kommun i Innlandet fylke i Norge. Orten ligger i Gudbrandsdalen, vid Europaväg 6, på västra sidan av älven Gudbrandsdalslågen, med Dovrebanan på andra sidan, söder om kommunens centralort Otta.